# 9549 Akplatonov
9549 Akplatonov (1985 SM2) là một tiểu hành tinh vành đai chính được phát hiện ngày 19 tháng 9 năm 1985 bởi N. S. Chernykh và L. I. Chernykh ở Đài vật lý thiên văn Crimean.